# Feliks Teodor Esse
Feliks Teodor Esse (ur. 8 kwietnia 1906 w Kaliszu, zm. 1 września 1979 w Warszawie) – polski nauczyciel akademicki, profesor zwyczajny, specjalizujący się w technologii chemii nieorganicznej. 

## Życiorys
Urodził się jako syn notariusza Teodora Esse i nauczycielki Stefanii Esse z d. Petschke.
Studiował na Wydziale Chemii Politechniki Lwowskiej, a następnie na Wydziale Chemii Politechniki Warszawskiej. Po ukończeniu studiów pracował w Zakładach Ceramicznych pod Ożarowem Mazowieckim. W 1935 roku podjął pracę na Politechnice Warszawskiej. Miał żonę i syna Andrzeja (ur. 1932, zm. 2018).
Podczas II wojny światowej był żołnierzem Armii Krajowej, używał pseudonimu „Nysa”. Działał także w komórce „Ciągnik” Delegatury Rządu na Kraj. W stopniu strzelca brał udział w walkach na Żoliborzu podczas powstania warszawskiego. Po upadku powstania trafił do Stalagu XI A w Altengrabow. Po wyzwoleniu pozostał w Niemczech, starając się sprowadzić do siebie rodzinę, po zatrzymaniu rodziny na granicy czesko–austriackiej powrócił do Polski.
W latach 1952–1958 pracował na Akademii Górniczo-Hutniczej w Krakowie, pełniąc funkcję kierownika Katedry Technologii Ceramiki Czerwonej i Kamionki na Wydziale Ceramicznym AGH. W 1957 roku przyznano mu tytuł docenta, a 14 marca 1968 roku profesora zwyczajnego.
Zmarł 1 września 1979 roku w Warszawie. Został pochowany na Cmentarzu Wojskowym na Powązkach (kwatera B37, rząd 1, grób 13).

## Odznaczenia
Został odznaczony m.in.:
- Krzyżem Oficerskim Orderu Odrodzenia Polski
- Złotym Krzyżem Zasługi (1955)[6]
- Medalem 10-lecia Polski Ludowej (1955)[7]